# Prefectura apostólica de Shashi
La prefectura apostólica de Shashi o de Shasi (en latín: Praefectura Apostolica Shasiensis y en chino: 天主教沙市监牧区) es una circunscripción eclesiástica de la Iglesia católica en China. Se trata de una prefectura apostólica latina, inmediatamente sujeta a la Santa Sede. Desde el 25 de julio de 1961 es sede vacante. Luego de renombrarla diócesis de Shashi, la Asociación Patriótica Católica China la fusionó en 2000 con la diócesis de Enshi (la diócesis de Shinan renombrada en año desconocido), para formar la diócesis de Jingzhou, sin el asentimiento de la Santa Sede.

## Territorio y organización
La prefectura apostólica tiene 9560 km² y extiende su jurisdicción sobre los fieles católicos de rito latino residentes en parte de la provincia de Hubei.
La sede de la diócesis se encuentra en la ciudad de Shashi, aunque como parte de la diócesis patriótica de Jingzhou la sede está en la ciudad de Jingzhou, en donde se halla la Catedral de la Inmaculada Concepción.
En 1950 en la prefectura apostólica existían 14 parroquias.

## Historia
La prefectura apostólica de Shashi fue erigida el 7 de julio de 1936 con la bula Ad Catholicum del papa Pío XI, obteniendo el territorio del vicariato apostólico de Yichang (hoy diócesis de Yichang).
El 15 de julio de 1949 el Partido Comunista de China capturó Shashi, se impuso en la guerra civil y proclamó la República Popular China el 1 de octubre de 1949. El 4 de septiembre de 1951 China comunista expulsó al nuncio apostólico Antonio Riberi y la Santa Sede continuó reconociendo a la República de China en Taiwán como el legítimo gobierno chino. Todos los misioneros extranjeros fueron expulsados de China comunista en 1952, entre ellos el presbítero estadounidense Julian Edward Dillon, prefecto apostólico de Shashi.
La Asociación Patriótica Católica China fue creada con el apoyo de la Oficina de Asuntos Religiosos de la República Popular de China en 1957, con el objetivo de controlar las actividades de los católicos en China. Su nombre público es Iglesia católica china y es referida como la "Iglesia oficial" en contraposición a la "Iglesia subterránea" o "Iglesia clandestina" leal a la Santa Sede.
En el período de 1966 a 1976 la Revolución Cultural se ensañó especialmente contra la religión, destruyéndose numerosas iglesias y cesaron todas las actividades religiosas en la prefectura apostólica. A principios de la década de 1980 la diócesis reanudó sus operaciones.
Luego de renombrarla diócesis de Shashi, la Asociación Patriótica Católica China la fusionó en 2000 con la diócesis patriótica de Enshi (la diócesis de Shinan renombrada en año desconocido), para formar la diócesis de Jingzhou, sin el asentimiento de la Santa Sede.
El 22 de septiembre de 2018 se firmó en Pekín el Acuerdo provisional entre la Santa Sede y la República Popular de China sobre el nombramiento de los obispos. El 22 de octubre de 2020 el acuerdo fue prorrogado por otros dos años y en octubre de 2022 por otros dos años más.
Debido a la situación particular de la Iglesia católica en China, la Santa Sede no nombra obispos para las diócesis chinas, que son sedes oficialmente vacantes incluso en presencia de obispos reconocidos por Roma.

## Estadísticas
Según el Anuario Pontificio 2002 la prefectura apostólica tenía a fines de 1950 un total de 8869 fieles bautizados.
| Año                                                                             | Población            | Población | Población      | Sacerdotes | Sacerdotes    | Sacerdotes    | Bautizados por sacerdote | Diáconos permanentes | Religiosos | Religiosos | Parroquias |
| Año                                                                             | Bautizados católicos | Total     | % de católicos | Total      | Clero secular | Clero regular | Bautizados por sacerdote | Diáconos permanentes | Varones    | Mujeres    | Parroquias |
| ------------------------------------------------------------------------------- | -------------------- | --------- | -------------- | ---------- | ------------- | ------------- | ------------------------ | -------------------- | ---------- | ---------- | ---------- |
| 1950                                                                            | 8869                 | 2 000     | 0.4            | 27         | 10            | 17            | 328                      |                      | 18         | 18         | 14         |
| Fuente: Catholic-Hierarchy, que a su vez toma los datos del Anuario Pontificio. |                      |           |                |            |               |               |                          |                      |            |            |            |

## Episcopologio
Julian Edward Dillon, O.F.M. † (11 de julio de 1936-25 de julio de 1961 falleció)